# Tina Lanik
Martina Lanik (* 22. Februar 1974 in Paderborn) ist eine deutsche Theaterregisseurin.

## Leben
Sie wuchs in Stuttgart auf und studierte 1994 bis 1996 Politikwissenschaft an der Universität Wien mit dem Ziel, in den diplomatischen Dienst zu treten. 1996 machte sie eine Regiehospitanz am Staatstheater Stuttgart bei Elmar Goerden, als dieser Iwanow von Anton Tschechow inszenierte. Goerden empfahl sie anschließend als Regieassistentin an das Schauspielhaus Wien, worauf sie ihr Studium abbrach.
1997 wurde sie Regieassistentin bei Luc Bondy am Théâtre Vidy in Lausanne. Ihr Regiedebüt gab sie 1999 mit der Belgrader Trilogie von Biljana Srbljanovic am Rabenhof Theater in Wien. Am Wiener Schauspielhaus führte sie Regie bei Vera oder die Nihilisten von Oscar Wilde. Im Jahr 2000 nahm sie mit der Inszenierung von Ian McEwans Der Zementgarten am Regiewettbewerb der Wiener Festwochen teil.
Für den Steirischen Herbst in Graz inszenierte sie am 31. Oktober 2001 die Uraufführung Tintentod von Josef Winkler. 2002 führte sie hier Regie bei den Fake Reports von Kathrin Röggla.
Im Juli 2002 begann ihre Arbeit für das Bayerische Staatsschauspiel in München. Für ihre Inszenierung von Rainer Werner Fassbinders Tropfen auf heiße Steine erhielt sie 2003 den Förderpreis für Regie für junge Regisseure. Im selben Jahr wurde Tina Lanik von der Zeitschrift Theater heute zur Nachwuchsregisseurin des Jahres gewählt.
Weitere Arbeiten am Bayerischen Staatsschauspiel: Peanuts von Fausto Paravidino (2003), Herzog Theodor von Gothland von Christian Dietrich Grabbe (2004), Gier von Sarah Kane (2005), Baumeister Solness von Henrik Ibsen (2006), Medeia von Euripides (2006), Tod eines Handlungsreisenden von Arthur Miller (2007), Im Dickicht der Städte von Bertolt Brecht (2007) und Romeo und Julia von William Shakespeare (2008).
Außerdem inszenierte sie an verschiedenen anderen Theatern, darunter am Schauspielhaus Bochum Antigone und Emilia Galotti, am Staatstheater Stuttgart Glaube Liebe Hoffnung (2004) und Die Jungfrau von Orléans (Premiere am 19. März 2005), am Theater am Neumarkt in Zürich die Uraufführung von junk space von Kathrin Röggla (29. Oktober 2004), am Deutschen Theater Berlin Der Kissenmann (2003), Liebelei (2004), Geschichten aus dem Wiener Wald (2005) und Der Kaufmann von Venedig (2005) sowie am Deutschen Schauspielhaus in Hamburg Andorra (2006), pool (no water) am Burgtheater (2007). Sie inszenierte Die Trägheit von Lukas Linder mit Uraufführung vom 13. Juni 2010 am Düsseldorfer Schauspielhaus.
In ihrer zweiten Opernregiearbeit inszenierte Tina Lanik im November 2015 an der Oper Dortmund Giuseppe Verdis La traviata. Im September 2017 brachte sie Die Dreigroschenoper in Zürich auf die Bühne. Bei den Bad Hersfelder Festspielen 2020 sollte ihre Inszenierung von Ödön von Horváths „Italienische Nacht“ kommen, die dann, obwohl fertig, wegen Corona abgesagt werden musste.